# Limmared
Limmared är en tätort i Södra Åsarps socken (med en mindre del i Tranemo socken) i Tranemo kommun.
Limmared är ett bruks- och stationssamhälle, en tidigare järnvägsknut. Ännu stannar alla persontåg längs Kust till kust-banan på platsen. Under perioden 1904-1959 var Limmareds station ändstation för den smalspåriga Falkenbergs Järnväg, också kallad "Pyttebanan", som gick mellan Falkenberg och Limmared. Även Västra centralbanan gick genom samhället.

## Befolkningsutveckling
| Befolkningsutvecklingen i Limmared 1960–2020 | Befolkningsutvecklingen i Limmared 1960–2020 | Befolkningsutvecklingen i Limmared 1960–2020 | Befolkningsutvecklingen i Limmared 1960–2020 | Befolkningsutvecklingen i Limmared 1960–2020 |
| -------------------------------------------- | -------------------------------------------- | -------------------------------------------- | -------------------------------------------- | -------------------------------------------- |
|                                              |                                              |                                              |                                              |                                              |
| År                                           |                                              |                                              | Folkmängd                                    | Areal (ha)                                   |
| 1960                                         | 1960                                         |                                              | 1 388                                        |                                              |
| 1965                                         | 1965                                         |                                              | 1 632                                        |                                              |
| 1970                                         | 1970                                         |                                              | 1 643                                        |                                              |
| 1975                                         | 1975                                         |                                              | 1 659                                        |                                              |
| 1980                                         | 1980                                         |                                              | 1 613                                        |                                              |
| 1990                                         | 1990                                         |                                              | 1 431                                        | 142                                          |
| 1995                                         | 1995                                         |                                              | 1 506                                        | 147                                          |
| 2000                                         | 2000                                         |                                              | 1 441                                        | 147                                          |
| 2005                                         | 2005                                         |                                              | 1 445                                        | 147                                          |
| 2010                                         | 2010                                         |                                              | 1 412                                        | 146                                          |
| 2015                                         | 2015                                         |                                              | 1 434                                        | 163                                          |
| 2020                                         | 2020                                         |                                              | 1 484                                        | 146                                          |
|                                              |                                              |                                              |                                              |                                              |

## Näringsliv
Limmared har Sveriges idag äldsta glasbruk, grundat år 1740. Glasbruket tillverkar bland annat Absolutflaskan, medicinglas och barnmatsburkar. Bruket var ett eget företag fram till mitten av 1960-talet då PLM AB tog över, REXAM köpte PLM, inklusive bruket, i slutet av 1990-talet. Glasbrukets ägare är idag Ardagh Glass. 
Limmareds glasmuseum, som är inrymt i Glasets hus, har intressanta handblåsta glas från tiden 1740–1955, då Limmareds glasbruk tillverkade allt glas för hand.

## Kommunikationer
Limmareds järnvägsstation öppnade den 23 december 1902. Den ligger på linjerna Falköping–Halmstad och Alvesta–Göteborg.

## Sevärdheter
Strax utanför Limmared finns Opensten, som är ett medeltida fäste med anor redan från 1200-talet.
Strax norr om Limmared ligger Södra Åsarps kyrka från 1100-talet. Kyrkan har väggmålningar från medeltiden.
I samhället finns Limmareds kyrka från 1957.

## Sport
Limmareds IF:s fotbollslag spelar 2025 i Division 5 Västergötland södra och har Glasvallen som sin hemmaarena.

## Kultur
Författarinnan Birgit Th. Sparre, som skrev boksviten Gårdarna runt sjön, skriver om Limmared i böckerna Glimringe (1944), Bruksherren (1948) och De unga baronerna (1950).
TV-serien Sparvöga, som visades på SVT 1989, är till stora delar inspelad i Limmared.